# Antolín Ortega
Antolín Ortega García, (n. Madrid, 5 de noviembre de 1951) es un exfutbolista español, jugó más de 250 partidos en la primera división, y desarrolló principalmente su carrera en el Real Betis y Cádiz CF.

## Trayectoria
Comenzó en los escalafones inferiores del Real Madrid, con el que consiguió proclamarse campeón de España juvenil y alcanzando la internacionalidad en esta categoría. De este equipo fue cedido al Osasuna, en la temporada 71/72, con el que logró el ascenso a a segunda División. Tras volver un año al Castilla, fue cedido al Castellón en la temporada 1973-74, equipo con el que debutaría en primera división. En junio de 1975 fue traspasado al Cádiz C. F., logrando con este equipo el primer ascenso de los cadistas a la División de Honor.
En 1978, fue fichado por el Real Betis, donde permaneció nueve temporadas y jugó 250 partidos de liga. Acabó su carrera deportiva en el Recreativo de Huelva con 36 años.
Formó un gran centro del campo en el equipo bético, junto a Julio Cardeñosa, López y Alabanda. Se caracterizó por su gran entrega y coraje y por ser un gran recuperador de balones.

## Clubes
| Club                           | País   | Año         | Partidos | Goles |
| ------------------------------ | ------ | ----------- | -------- | ----- |
| Real Madrid Castilla CF        | España | 1971        | ¿?       | ¿?    |
| CA Osasuna (cedido)            | España | 1971 - 1972 | 28       | 0     |
| Real Madrid Castilla CF        | España | 1972 - 1973 | ¿?       | ¿?    |
| CD Castellón (cedido)          | España | 1973 - 1975 | 40       | 1     |
| Cádiz CF                       | España | 1975 - 1978 | 86       | 6     |
| Real Betis Balompié            | España | 1979 - 1987 | 250      | 5     |
| Real Club Recreativo de Huelva | España | 1987 - 1988 | 21       | 0     |